# 筒井敦史
筒井 敦史（つつい あつし、1976年6月6日 - ）は、岡山県を登録地としている競輪選手。元 陸上競技の三段跳選手。日本競輪学校（以下、競輪学校）第85期生。

## 来歴
岡山県立玉野光南高等学校を経て岡山商科大学に進み、1998年、平塚競技場で行われた日本学生陸上競技個人選手権大会の三段跳で優勝。
その後本田晴美（競輪学校第51期生）に師事し、適性試験で競輪学校に合格。在校競走成績は32勝を挙げ第8位。
2000年8月12日、玉野競輪場でデビューし初勝利を挙げた。GI初出場は、2011年の第62回高松宮記念杯競輪（前橋競輪場）。

## 弟子
- 守安政雄（競輪学校94期生）
- 紀井孝之（同96期生）
- 工藤文彦（同97期生）
- 高橋清太郎（同97期生）